# Islamitische heersers van Sicilië
De islamitische heersers van Sicilië, die het Italiaanse eiland Sicilië en Malta domineerden van 827 tot 1061, kunnen in vier categorieën worden verdeeld:
- de eerste (827-910) gouverneurs namens de Aghlabidische emir van Kairouan;
- de tweede (910-948) van de Fatimidische heersers
- de derde (948-1053) van de Kalbiden, een sjiitische dynastie die Sicilië regeerde als een onafhankelijk emiraat
- de vierde (1053-1086) van heersers van onafhankelijke tafia's.

## Aghlabidische heersers (827-910)
- Asad ibn al-Furat (827-828)
- Mohammed ibn al-Jawari (828-829)
- Zuhayr ibn Ghawth (829-830)
- Asbagh ibn Wakil (830)
- Othman ibn Kohreb (830-832)
- Abu Fihr Mohammed ibn Abd Allah al-Aghlab (832-835)
- Fadl ibn Ya'qub al-Fazari (835)
- Abu l-Aghlab Ibrahim ibn Abd Allah (835-851)
- Abu l-Aghlab al-Abbas ibn al-Fadl ibn Ya'qub al-Fazari (851-861)
- Ahmed ibn Ya'qub ibn al-Fazari (861-862)
- Abdullah ibn Sufyaan ibn Sawada ibn Sufyaan ibn Salim (862-869)
- Mohammed ibn Khafaja (869-871)
- Mohammed ibn Abu Husayn (871)
- Rabah ibn Ya'qub al-Fazari (871)
- Abu l-Abbas ibn Ya'qub ibn Abdullah (871)
- Abdullah ibn Ya'qub (871)
- Ahmed ibn Ya'qub ibn Mudha ibn Sawada ibn Sufyaan ibn Salim (872)
- Al-Husayn ibn Rabah ibn Ya'qub al-Fazari (872)
- Abu l-Abbas Abd Allah ibn Mohammed ibn Abdullah ibn al-Aghlab (873)
- Habbashi Abu Malik Aḥmed ibn Ya'qub Omar ibn Abdullah ibn Ibrahim I ibn al-Aghlab (873-875)
- Giafar Ibn-Muhammad (875-878)
- Khurj al-Ruuna al-Aghlab ibn Mohammed al-Aghlab (878), usurpator
- Husayn ibn Rabaḥ (ca. 878-881), tweede keer
- Hasan ibn al-Abbas (881-882)
- Mohammed ibn Faḍl (882-884/885), eerste keer
- Al-Husayn ibn Ahmed (884/885)
- Sawada ibn Mohammed ibn Khafaja (885-887), eerste keer
- Abu l-Abbas ibn Ali (887-890), usurpator
- Sawada ibn Mohammad ibn Khafaja (886-892), tweede keer
- Mohammad ibn Faḍl (892-898), tweede keer
- Ahmed ibn Omar (898-900)
- Abdullah ibn Ibrahim ibn Aḥmed (900)
- Abu Malik Ahmad ibn Omar ibn Abdullah (900)
- Abu l-Abbas Abd Allah ibn Ibrahim (900-902)
- Ibrahim ibn Ahmed ibn al-Aghlab (902), ook wel gekend als Ibrahim II, emir van de Aghlabiden (875-902)
- Abu Muḍar Ziyadat Allah ibn Abi l-Abbas (902-903), emir van de Aghlabiden (903-909)
- Mohammad ibn al-Sarqusi (903)
- Ali ibn Mohammed ibn Abi Fawaris (903), eerste keer
- Ahmed ibn Abi Husayn ibn Rabaḥ (903-909)
- Ali ibn Mohammed ibn Abi Fawaris (909-910), tweede keer

## Fatimidische heersers (910-948)
- Hasan ibn Aḥmad ibn Ali ibn Kulayb (910-912) bijgenaamd Ibn Abi Khinzir
- Khalil ibn Isḥaq (912)
- Ali ibn Omar Balawi (912-913)
- Ahmed ibn Ziyadat Allah ibn Qurhub (913-916)
- Abu Saʿid Musa ibn Aḥmed (916-917) bijgenaamd al-Ḍaʾif
- Salim ibn Asad ibn Rashid al-Kutami (917-937)
- Abu l-Abbas Khalil ibn Isḥaq ibn Ward (937-944)
- Ibn Attaf al-Azdi (944-946) eerste keer
- Mohammed ibn Ash'at (946-947)
- Ibn Attaf al-Azdi (947-948) tweede keer

## Kalbidische heersers (948-1053)
- Hassan al-Kalbi (948-954), gestorven in 964
- Ahmad ibn Ḥasan (954-969)
- Abu al-Qasim (969-982)
- Jabir al-Kalbi (982-983)
- Jafar al-Kalbi (983-985) ook gekend als Jafar I
- Abd-Allah al-Kalbi (985-990)
- Yusuf al-Kalbi (990-998)
- Ja'far al-Kalbi (998-1019) ook gekend als Jafar II
- Ahmed al-Akhal (1019-1037)
  - Abdallah ibn al-Mu'izz (1037-1040), (uit de dynastie van de Ziriden)
- Hasan as-Samsam (1040-1053)

## Heersers van de Taifa-persiode (1053-1086)
Na 1053 viel het emiraat Sicilië uiteen, waardoor een soort Siciliaanse "taifa" ontstond, in wat ook wel de "Qaidati-periode" wordt genoemd.
- Ibn al-Maklati in Catania (1053-?) verslagen door Ibn al-Thumna
- Ibn al-Thumna (1053-1062) Syracuse en later Catania
- Ibn al-Hawwas (1053-1065) Agrigento en Castrogiovanni
- Abd Allah ibn Mankut (1053-1071) Trapani en Mazara del Vallo
- Ayyoub ibn Tamim (1065-1068), van de Ziriden, verenigde de taifa
- Palermo (1068-1071)
- Hamut (1065-1087) Agrigento en Castrogiovanni
- Ibn Abbad (1071-1086), ook gekend als Benavert, Syracuse en Catania

In 1061 landden de christelijke Normandiërs in Messina, die in 1072 Palermo bezetten. De laatste stad die aan de moslims werd overgelaten, Noto, viel in 1091.